# Gustavo Dezotti
Gustavo Abel Dezotti (Monte Buey, Córdoba, 14 de febrero de 1964) es un exfutbolista argentino. Jugaba de delantero y su primer club fue Newell's Old Boys, donde jugó la mayor parte de su carrera.

## Trayectoria
Comenzó su trayectoria en el Club Atlético Newell's Old Boys, debutando en el primer equipo a los 14 años. 
Fue parte del equipo que ganó el Campeonato de Primera División de 1987-1988. Esto atrajo la atención de importantes clubes europeos, y en 1988 se trasladó a Italia donde jugó en el S.S. Lazio una temporada, y luego en el U.S. Cremonese, en el cual permaneció de 1989 a 1994.
En 1994 se trasladó a México para jugar en el León dos temporadas y luego una en  el Club Atlas. Volvió a Argentina en 1997 para jugar en Quilmes.
El último club de Gustavo Dezotti fue el Defensor Sporting Club de Uruguay, donde se retiró en 1998.

### Selección nacional
Su carrera con la selección nacional comenzó muy tempranamente, siendo convocado primero para el Sudamericano Juvenil de 1983 y luego para el  Mundial de Fútbol Juvenil de 1983. En el mundial jugó tres partidos, sin convertir goles.
Integró el combinado argentino que ganó la medalla de bronce en el torneo de fútbol de los Juegos Panamericanos de 1987.
Fue seleccionado en 1990 por Carlos Bilardo para disputar el Mundial en Italia, a pesar de no haber disputado muchos partidos en las fases previas.
Participó de tres encuentros en dicho mundial. 
Anotó de penal en la definición ante Yugoslavia en los cuartos de final.
Probablemente el momento más notorio de su carrera llegó cuando fue expulsado en la final de la Copa Mundial de 1990 contra la República Federal de Alemania.
Luego de esa actuación no volvió a jugar partidos con la selección mayor de Argentina.
Participaciones en Copas del Mundo
| Mundial                        | Sede   | Resultado  | Partidos | Goles |
| ------------------------------ | ------ | ---------- | -------- | ----- |
| Copa Mundial de Fútbol de 1990 | Italia | Subcampeón | 3        | 0     |

## Clubes

### Como jugador
| Club              | País      | Año       |
| ----------------- | --------- | --------- |
| Newell's Old Boys | Argentina | 1982-1988 |
| S.S. Lazio        | Italia    | 1988-1989 |
| US Cremonese      | Italia    | 1989-1994 |
| León              | México    | 1994-1996 |
| Atlas             | México    | 1996-1997 |
| Defensor Sporting | Uruguay   | 1998      |

### Como mánager
| Club              | País      | Año       |
| ----------------- | --------- | --------- |
| Quilmes A.C.      | Argentina | 2008-2009 |
| Defensor Sporting | Uruguay   | 2010-2011 |